# Jonction triple de Boso
 (février 2024).
Si vous disposez d'ouvrages ou d'articles de référence ou si vous connaissez des sites web de qualité traitant du thème abordé ici, merci de compléter l'article en donnant les références utiles à sa vérifiabilité et en les liant à la section « Notes et références ».

Jonction triple de Boso.

La jonction triple de Boso est une jonction triple située au large du Japon.
Elle est formée par les plaques philippine, d'Okhotsk et pacifique, à la jonction des fosses d'Izu-Bonin, du Japon et de Sagami. Il s'agit de la seule jonction triple terrestre formée par trois fosses océaniques.
Elle porte le nom de la péninsule de Bōsō.